# Isak Ssewankambo
Isak Ssali Ssewankambo (Angered, 27 febbraio 1996) è un calciatore svedese, di origini ugandesi, difensore del Brommapojkarna.

## Caratteristiche tecniche
Terzino destro, può giocare come difensore o centrocampista centrale.

## Carriera

### Club
Ssewankambo ha iniziato a giocare a calcio all'età di cinque anni, entrando immediatamente nelle giovanili del Lärje-Angered. È passato poi all'IFK Göteborg nel 2005, prima di tornare al Lärje-Angered nel 2007. Nel 2014 si è trasferito in Inghilterra per giocare nel Chelsea.
Il 31 luglio 2014, Ssewankambo ha firmato un contratto annuale – con opzione per un'ulteriore stagione – con gli olandesi del NAC Breda, militanti in Eredivisie. Aveva sostenuto un breve provino nei giorni precedenti. Ha debuttato in squadra in data 9 agosto, schierato titolare nel pareggio casalingo per 1-1 contro l'Excelsior. È rimasto in squadra fino al mese di gennaio 2015, quando ha sfruttato una clausola presente nel suo contratto per svincolarsi dal NAC Breda: Graeme Rutjes, direttore tecnico della squadra, ha motivato la scelta del giocatore sostenendo non si trovasse a suo agio a Breda.
A seguito di un provino, il 12 gennaio 2015 è stato ufficialmente ingaggiato dal Derby County, compagine militante in Football League Championship e a cui si è legato con un contratto valido per i successivi due anni e mezzo. Non ha giocato alcun incontro in prima squadra in questa porzione di stagione.
Ha debuttato quindi con questa casacca in data 12 agosto 2015, schierato titolare nella sconfitta per 2-1 patita sul campo del Portsmouth, in una sfida valida per la Football League Cup. Rimasto in squadra fino a marzo 2016, questo è stato l'unico incontro ufficiale giocato per il Derby County.
Il 3 marzo 2016 ha firmato ufficialmente un contratto triennale con i norvegesi del Molde. Ha esordito in Eliteserien in data 13 marzo, subentrando a Vegard Forren nel pareggio casalingo per 1-1 contro il Tromsø. Ha chiuso la prima stagione a quota 11 presenze tra campionato e coppa, senza mettere a segno alcuna marcatura.
Il 19 marzo 2018, il Malmö FF ha reso noto d'aver ingaggiato Ssewankambo con la formula del prestito, riservandosi un'opzione per l'acquisto a titolo definitivo del calciatore. È rientrato al Molde per fine prestito nel corso dell'estate 2018.
Libero da vincoli contrattuali, in data 21 febbraio 2019 ha firmato un accordo triennale con l'Östersund. Al termine dell'Allsvenskan 2021, che ha visto i rossoneri retrocedere in Superettan, ha lasciato la squadra per fine contratto.
Ha iniziato la stagione 2022 al Sirius con un accordo di breve durata, lasciando la squadra a giugno una volta raggiunta la scadenza contrattuale.
Rimasto svincolato qualche mese, è stato ingaggiato a parametro zero dall'IFK Norrköping a fronte di un contratto biennale valido dal gennaio 2023. Questa parentesi è stata tuttavia caratterizzata dagli infortuni: ha infatti saltato l'intera Allsvenskan 2023 per via di un grave infortunio al tendine di Achille occorsogli a marzo in un'amichevole precampionato, poi è tornato in campo per l'inizio della stagione 2024, ma durante la diciassettesima giornata di campionato si è nuovamente infortunato gravemente al tendine d'Achille. A fine 2024 è rimasto svincolato per fine contratto.
Rimasto senza contratto per qualche mese, dal luglio 2025 è ufficialmente un giocatore del Brommapojkarna.

### Nazionale
A livello giovanile, Ssewankambo ha rappresentato la Svezia under 17, Under-19 e Under-21. Per quanto concerne quest'ultima selezione, ha esordito in data 5 giugno 2014, quando ha sostituito Simon Tibbling nella vittoria per 0-2 contro l'Islanda, in amichevole.
È stato convocato per il campionato europeo Under-21 2017. Il 10 ottobre 2017 ha trovato la prima rete, nel 3-0 inflitto a Malta.

## Statistiche

### Presenze e reti nei club
Statistiche aggiornate al 21 febbraio 2019.
| Stagione            | Club                | Campionato          | Campionato | Campionato | Coppe nazionali | Coppe nazionali | Coppe nazionali | Coppe continentali | Coppe continentali | Coppe continentali | Supercoppe | Supercoppe | Supercoppe | Totale | Totale |
| Stagione            | Club                | Comp                | Pres       | Reti       | Comp            | Pres            | Reti            | Comp               | Pres               | Reti               | Comp       | Pres       | Reti       | Pres   | Reti   |
| ------------------- | ------------------- | ------------------- | ---------- | ---------- | --------------- | --------------- | --------------- | ------------------ | ------------------ | ------------------ | ---------- | ---------- | ---------- | ------ | ------ |
| 2014-gen. 2015      | NAC Breda           | ED                  | 13         | 0          | CO              | 1               | 0               | -                  | -                  | -                  | -          | -          | -          | 14     | 0      |
| gen.-giu. 2015      | Derby County        | FLC                 | 0          | 0          | FACup+CdL       | 0               | 0               | -                  | -                  | -                  | -          | -          | -          | 0      | 0      |
| 2015-mar. 2016      | Derby County        | FLC                 | 0          | 0          | FACup+CdL       | 0+1             | 0               | -                  | -                  | -                  | -          | -          | -          | 1      | 0      |
| Totale Derby County | Totale Derby County | Totale Derby County | 0          | 0          |                 | 0+1             | 0               |                    | -                  | -                  |            | -          | -          | 1      | 0      |
| 2016                | Molde               | ES                  | 9          | 0          | CN              | 2               | 0               | -                  | -                  | -                  | -          | -          | -          | 11     | 0      |
| 2017                | Molde               | ES                  | 17         | 0          | CN              | 3               | 0               | -                  | -                  | -                  | -          | -          | -          | 20     | 0      |
| mar.-lug. 2018      | Malmö FF            | A                   | 5          | 0          | CS              | 0               | 0               | UCL                | 0                  | 0                  | -          | -          | -          | 0      | 0      |
| lug.-dic. 2018      | Molde               | ES                  | 4          | 0          | CN              | 0               | 0               | UEL                | 1                  | 0                  | -          | -          | -          | 5      | 0      |
| Totale Molde        | Totale Molde        | Totale Molde        | 30         | 0          |                 | 5               | 0               |                    | 1                  | 0                  |            | -          | -          | 36     | 0      |
| 2019                | Östersund           | A                   | 0          | 0          | CS              | 0               | 0               | -                  | -                  | -                  | -          | -          | -          | 0      | 0      |
| Totale              | Totale              | Totale              | 48         | 0          |                 | 7               | 0               |                    | 1                  | 0                  |            | -          | -          | 56     | 0      |